# Viaduc sur la Romme
Le viaduc sur la Romme est un viaduc autoroutier, supportant l'A11, dite l'Océane reliant Paris à Nantes. Il enjambe la Romme à Champtocé-sur-Loire en Maine-et-Loire et la région Pays de la Loire en France.

## Descriptif

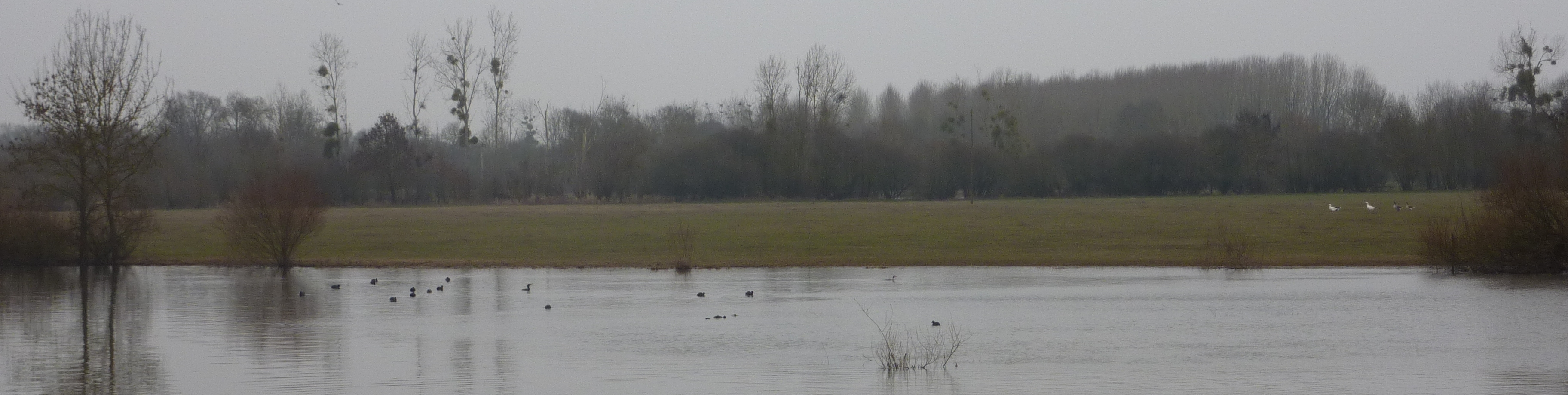
La Romme à Champtocé-sur-Loire, les Petites Rivettes

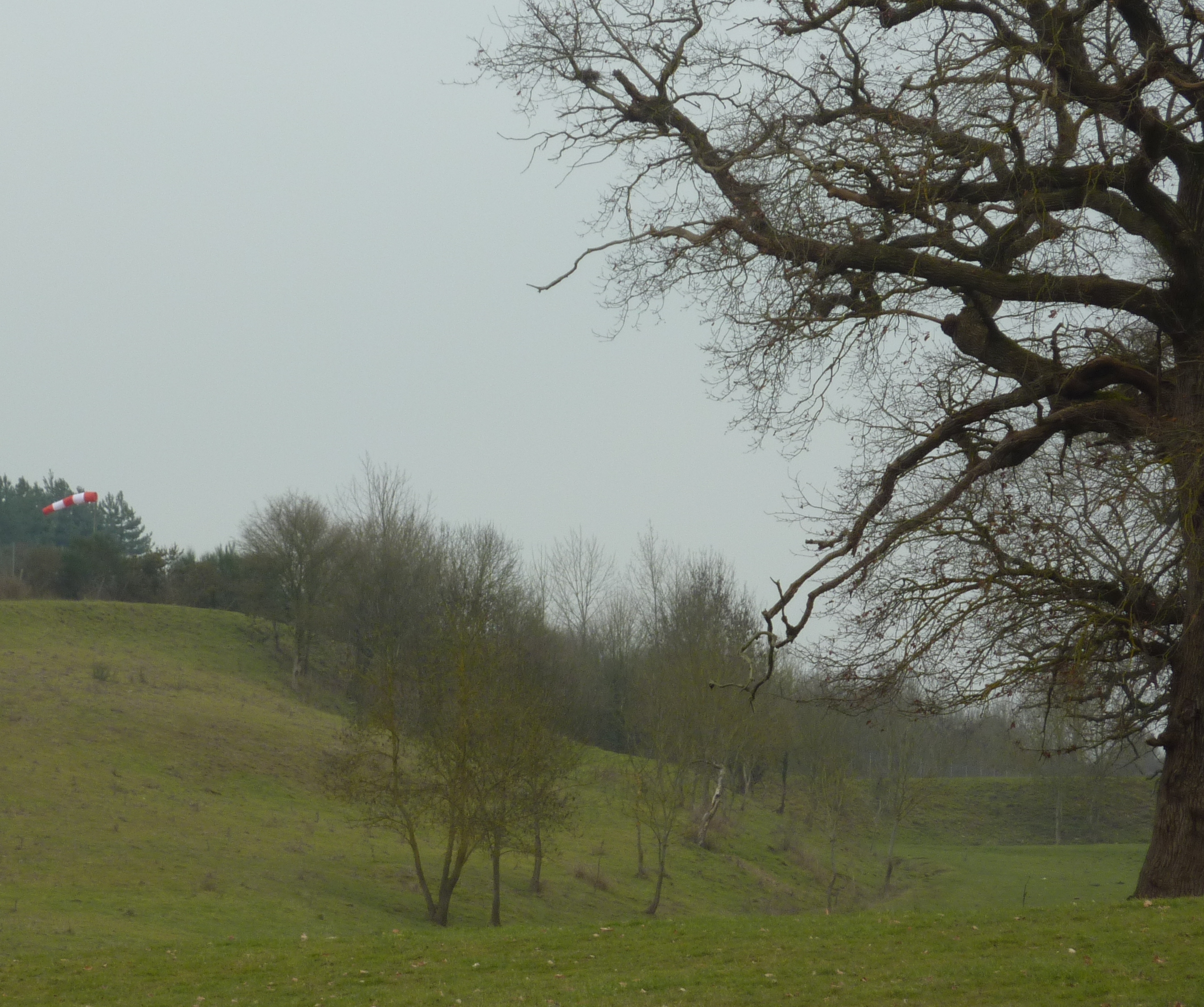
Manche à air indiquant un vent fort à proximité du Viaduc sur la Romme

Il s'agit d'un pont à poutres en béton précontraint à 5 travées pour 4 chevêtres, 2 culées et 8 piles. Chaque sens de circulation possède son propre tablier, chacun comprenant 13 poutres sur chaque travées.
L'ouvrage est établi entre le diffuseur de Saint-Germain des Prés (Maine-et-Loire) (sortie no 19 desservant Chalonnes-sur-Loire et Beaupréau) et la gare de péage d'Ancenis (Loire-Atlantique). Il supporte 4 voies de circulation, limitées à 130 km/h et deux voies d'arrêt d'urgence.

## Galerie

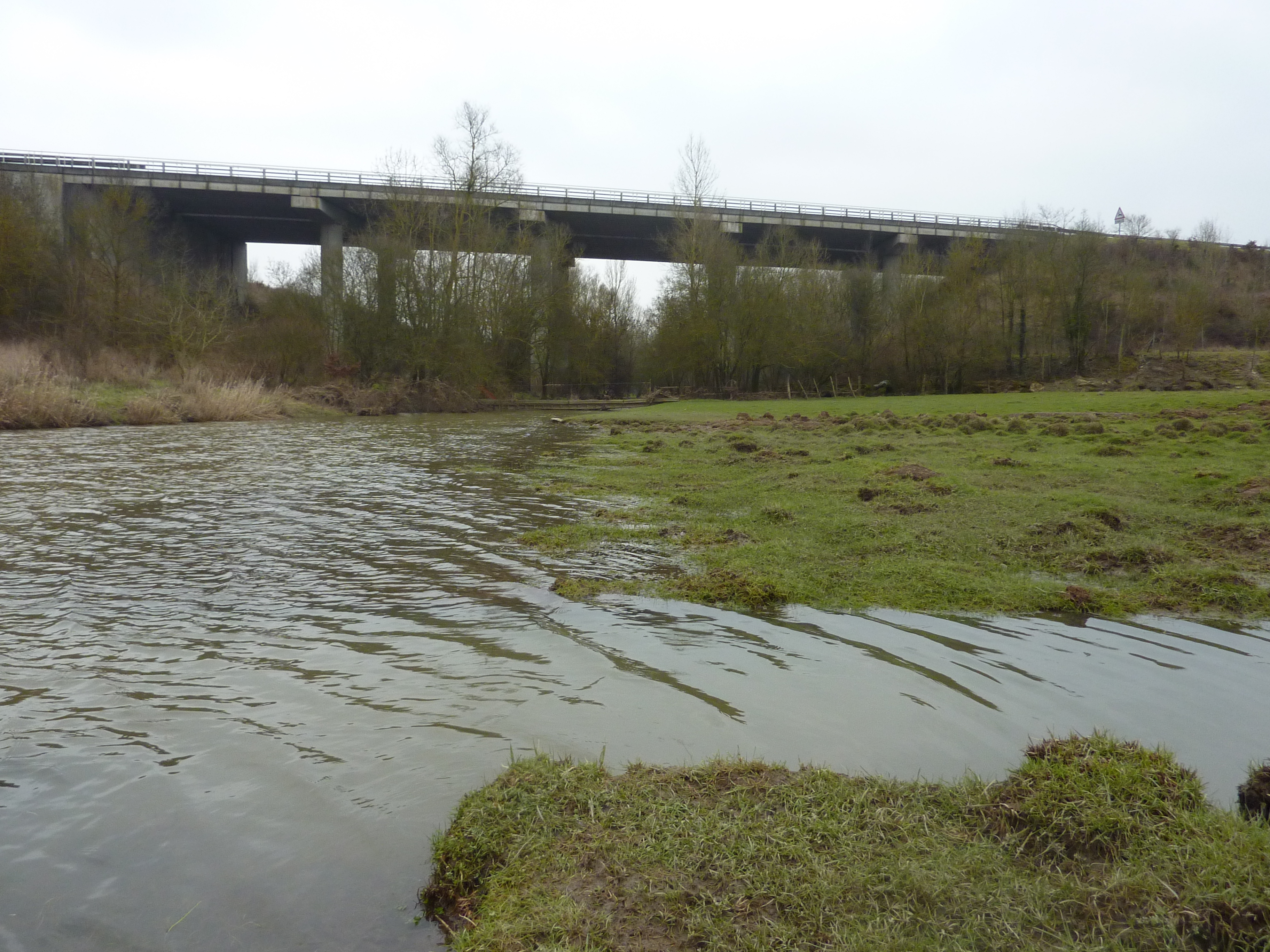
Vue d'ensemble depuis la Romme
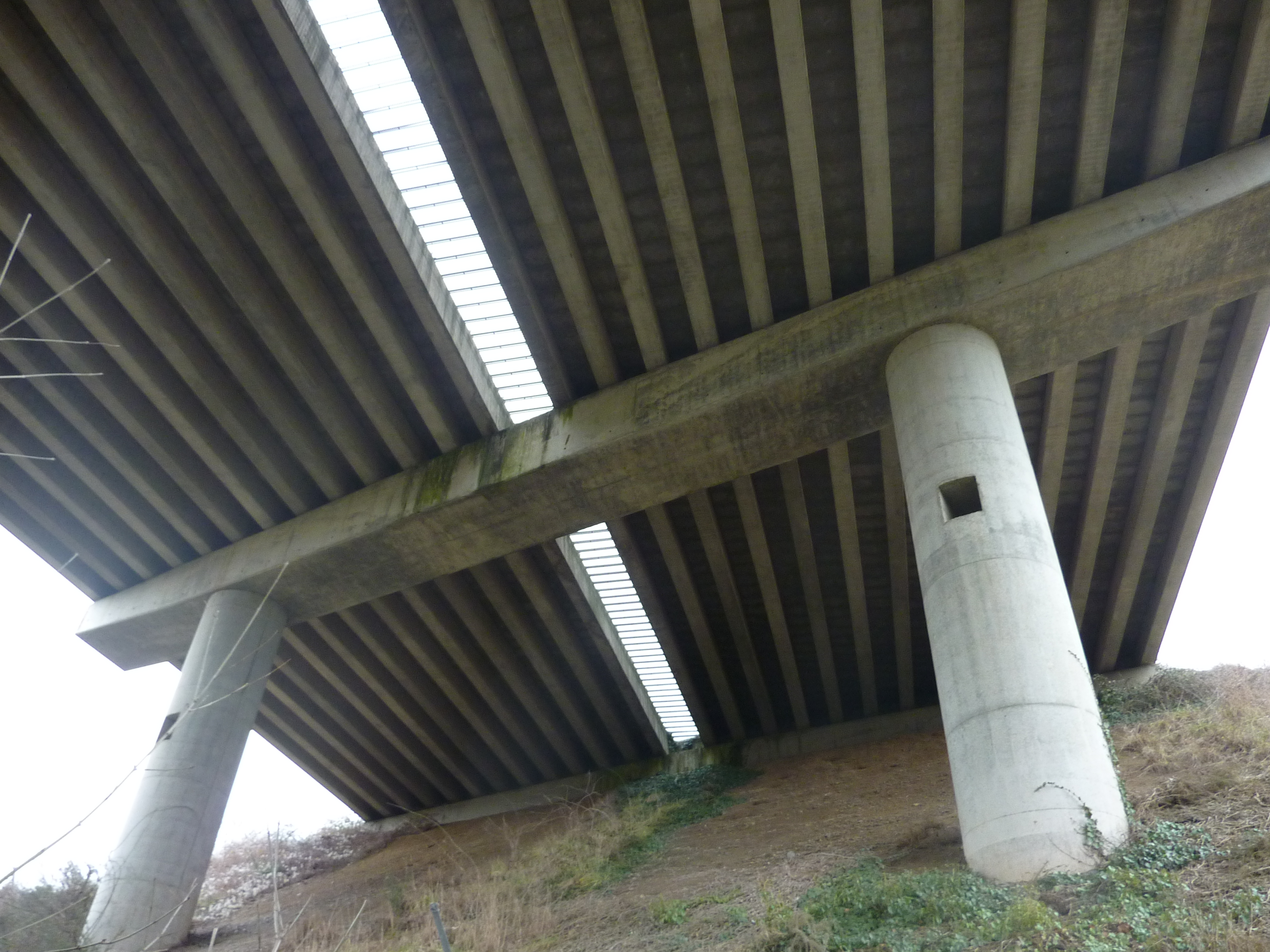
Culée ouest et dessous du tablier
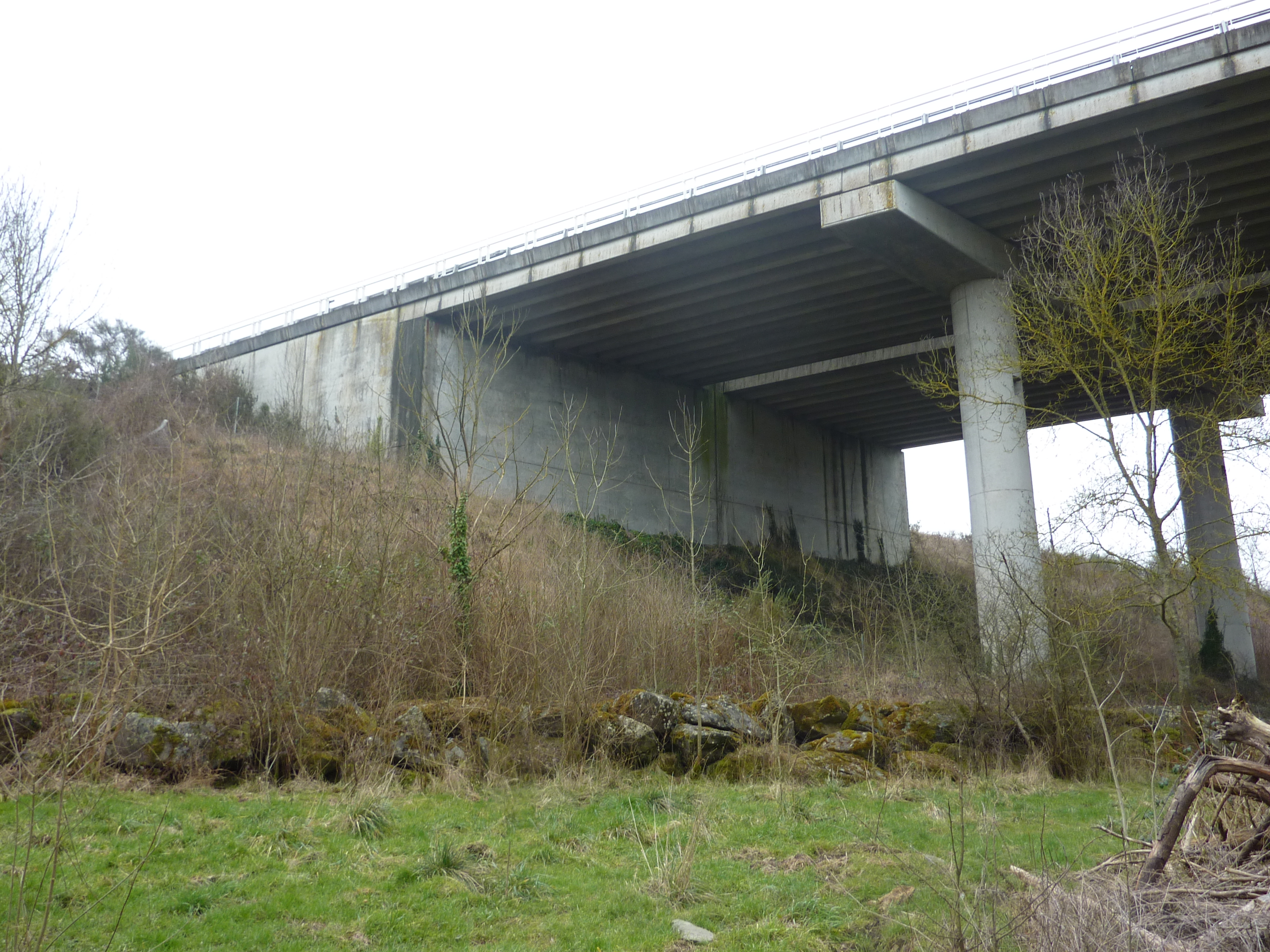
Culée est
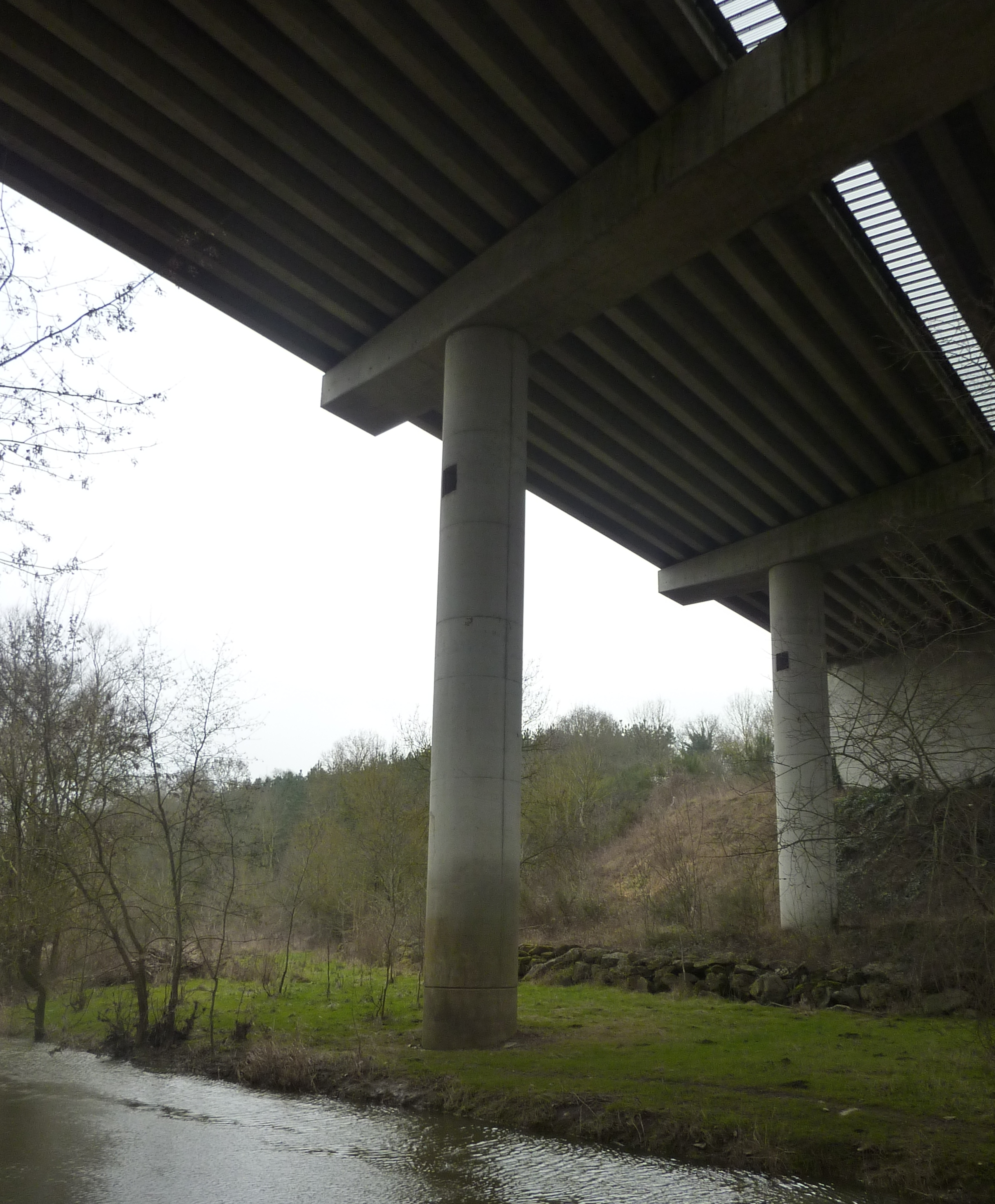
Détail pile et chevêtre
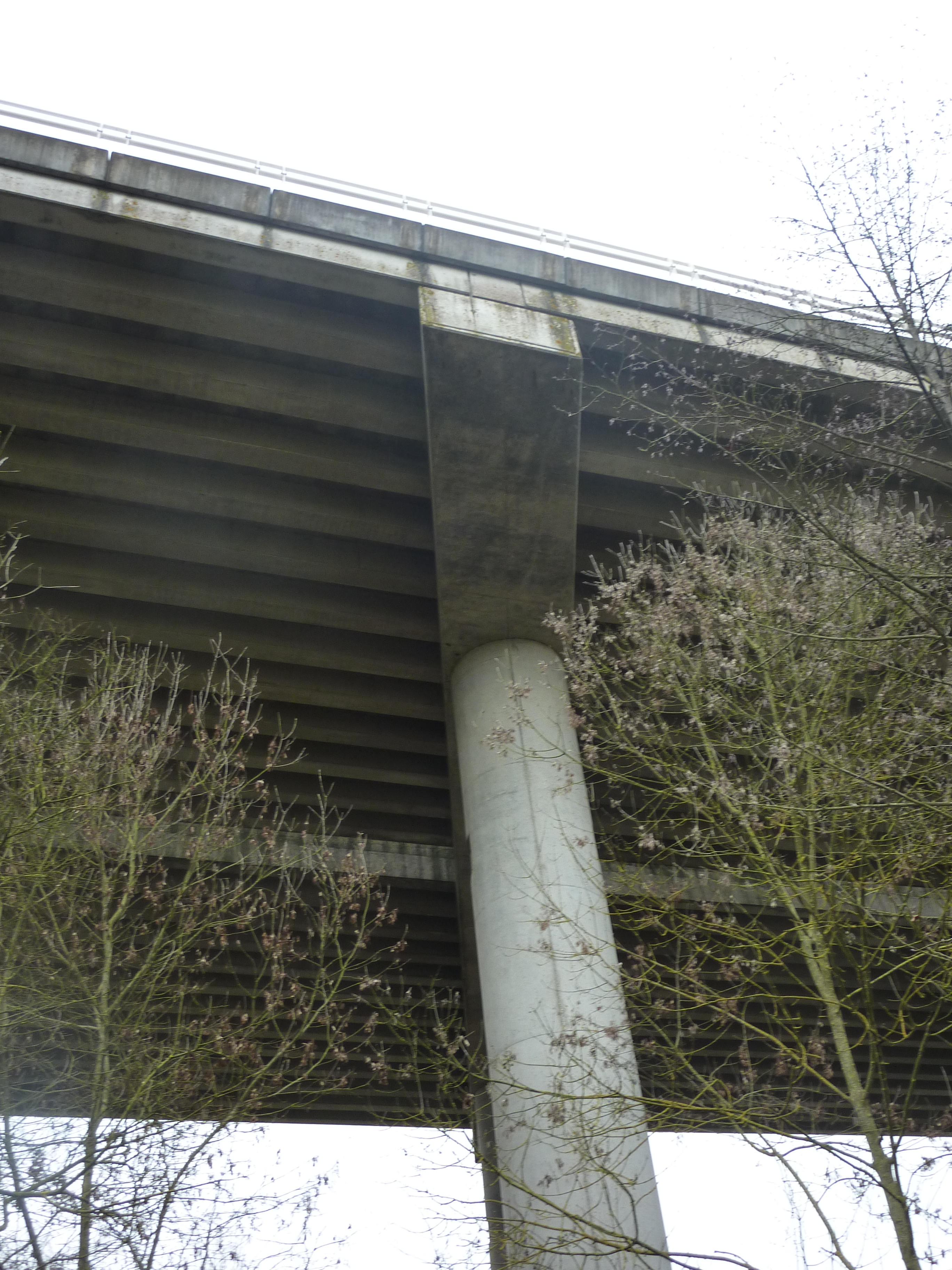
Détail pile et chevêtre, vue de profil